# Rute, Plajberk pri Beljaku
Rute (nemško Bleiberg-Kreuth) je naselje v Občini Plajberk pri Beljaku v Okraju Beljak-dežela na Koroškem v Avstriji.